# Georg von Vincke
Pour les articles homonymes, voir Vincke.
Georg Ernst Friedrich Freiherr von Vincke (né le 15 mai 1811 à Haus Busch (de) à Hagen et mort 3 juin 1875 à Bad Oeynhausen) est un administrateur, homme politique et propriétaire terrien prussien.

## Biographie
George von Vincke est le fils de Ludwig von Vincke. Il étudie le droit de 1828 à 1832 à l'université Frédéric-Guillaume puis à l'université de Göttingen. À Göttingen il fait partie du Corps Guestphalia. Après avoir terminé son service militaire, il commence sa carrière au tribunal de Berlin avant de rejoindre celui de Minden et celui de Münster. En 1832, il devient membre du corps Vandalia Rostock (de). En 1833, il est condamné à de la prison pour avoir pris part à un duel, mais convertit sa peine en travaux d'intérêt général au tribunal de Minder. De 1837 à 1848, il est administrateur de l'arrondissement d'Hagen (de) tout en administrant son domaine de Busch. 
En 1843, il est élu député au parlement régional de Westphalie, puis en 1847 au Vereinigter Landtag. Du 20 mai 1848 au 24 mai 1849, il est le député de la 13e circonscription de Westphalie au parlement de Francfort. Il fait partie de la fraction conservatrice Café Milani et fait partie du courant « Erbkaiserliche », favorable à une monarchie constitutionnelle
En 1849, il fait partie de l'assemblée de Gotha avant de devenir membre de l'Union d'Erfurt. Cette même année, il est également membre de la seconde chambre du parlement prussien. Il fait d'abord partie des rangs conservateurs avant en 1852 de passer à gauche. Il est un farouche opposant à Otto Theodor von Manteuffel. À partir de 1859, il est porte-parole des libéraux modérés, qui est par la suite désigné par les termes « Partei Vincke » (le parti de Vincke) et anciens libéraux. Vincke soutient la politique dite de la nouvelle ère, mais se retrouve après la fin de cette dernière en conflit avec le chancelier conservateur Otto von Bismarck.
De 1867 à 1869, Vincke est député au parlement de la confédération de l'Allemagne du Nord.

## Duel avec Bismarck
Le 25 mars 1852, il est défié en duel par Bismarck après avoir eu un violent échange verbal avec ce dernier lors des séances parlementaires au parlement régional prussien du 20 et 22 mars 1852 à propos de l'armée. Vincke y a notamment exposé tout ce qu'il savait sur la diplomatie de Bismarck, qui se limiterait selon lui à des histoires de cigares fumant. En effet, Bismarck aurait rendu visite à Friedrich von Thun und Hohenstein, l'ambassadeur d'Autriche, qui lui aurait alors proposé en guise de bienvenue des cigares de piètre qualité. Bismarck aurait alors sorti de sa propre poche un cigare et demandé du feu à Thun-Hohenstein, ébahi, avant de s'asseoir sans y avoir été invité afin de commencer l'entretien. La dispute au parlement dégénère, Bismarck remet en question les bonnes manières de Vincke, et le provoque en duel. L'arbitre du duel est Carl von Bodelschwingh, le témoin de Bismarck, le comte Eberhard zu Stolberg-Wernigerode. Le combat se termine sans qu'aucun des deux hommes n'ait été touché.